# Iraqi Basketball Premier League
La Iraqi Basketball Premier League, conosciuto anche con il nome di  1XBET Iraqi Basketball League per motivi di sponsorizzazione, è la massima divisione professionistica di pallacanestro in Iraq. Il torneo, organizzato dalla Federazione cestistica dell'Iraq, è posto sotto l'egida della FIBA Asia. La competizione si tiene con cadenza annuale, da ottobre a maggio, e vede la partecipazione di 11 squadre; il torneo si trova al vertice della piramide dei campionati cestistici iracheni, infatti le ultime due classificate in ogni stagione vengono retrocesse nella Iraqi Basketball First Division League
La prima edizione della competizione si tenne nella stagione 1979-1980 e vide la vittoria dell'Al Jaish Baghdad; la squadra con più titoli nella storia del campionato è l'Al Karkh SC, che per ben tredici volte ha ottenuto la vittoria finale.
L'attuale campione nazionali è l'Al-Difaa Al-Jawi che ha sconfitto in finale il Dijlah Al Jamiea al termine della stagione 2024-2025, aggiudicandosi per la settima volta nella loro storia il titolo.

## Squadre attuali
Elenco delle squadre partecipanti per la stagione 2023-2024
| Squadra            | Città   |
| ------------------ | ------- |
| Al-Naft            | Baghdad |
| Al-Shorta          | Baghdad |
| Zakho SC           | Zakho   |
| Al-Hashd Al-Shaabi | Baghdad |
| Al-Difaa Al-Jawi   | Baghdad |
| Dijlah Al Jamiea   | Baghdad |
| Ghaz Al-Shamal     | Kirkuk  |
| Naft Al-Shamal     | Kirkuk  |
| Al Karkh SC        | Baghdad |
| Al-Kahrabaa        | Baghdad |
| Al-Hilla SC        | Hilla   |

## Albo d'Oro
| Nu. | Stagione | Campione          |
| --- | -------- | ----------------- |
| 1   | 1979–80  | Al Jaish Baghdad  |
| 2   | 1980–81  | Al Karkh SC       |
| 3   | 1981–82  | Al Karkh SC       |
| 4   | 1982–83  | Al Karkh SC       |
| 5   | 1983–84  | Al Jaish Baghdad  |
| 6   | 1984–85  | Al Karkh SC       |
| 7   | 1985–86  | Al-Rasheed        |
| 8   | 1986–87  | Al-Rasheed        |
| 9   | 1987–88  | Al-Rasheed        |
| 10  | 1988–89  | Al-Rasheed        |
| 11  | 1989–90  | Al-Rasheed        |
| 12  | 1990–91  | Al Karkh SC       |
| 13  | 1991–92  | Al Karkh SC       |
| 14  | 1992–93  | Al-Naft           |
| 15  | 1993–94  | Al Quwa Al Jawiya |

| Nu. | Stagione | Campione         |
| --- | -------- | ---------------- |
| 16  | 1994–95  | Al-Shorta        |
| 17  | 1995–96  | Al-Shorta        |
| 18  | 1996–97  | Al Karkh SC      |
| 19  | 1997–98  | Al-Difaa Al-Jawi |
| 20  | 1998–99  | Al-Difaa Al-Jawi |
| 21  | 1999–00  | Al Karkh SC      |
| 22  | 2000–01  | Al Karkh SC      |
| 23  | 2001–02  | Al Karkh SC      |
| 24  | 2002–03  | Al-Hilla SC      |
| 25  | 2003–04  | Al-Hilla SC      |
| 26  | 2004–05  | Al Karkh SC      |
| 27  | 2005–06  | Al-Kahrabaa      |
| 28  | 2006–07  | Al-Hilla SC      |
| 29  | 2007–08  | Al Karkh SC      |
| 30  | 2008–09  | Duhok            |

| Nu. | Stagione | Campione             |
| --- | -------- | -------------------- |
| 31  | 2009–10  | Duhok                |
| 32  | 2010–11  | Duhok                |
| 33  | 2011–12  | Duhok                |
| 34  | 2012–13  | Al-Kahrabaa          |
| 35  | 2013–14  | Duhok                |
| 36  | 2014–15  | Al-Shorta            |
| 37  | 2015–16  | Al Karkh SC          |
| 38  | 2016–17  | Al-Naft              |
| 39  | 2017–18  | Al-Naft              |
| 40  | 2018–19  | Al-Naft              |
| 41  | 2019–20  | Stagione Abbandonata |
| 42  | 2020–21  | Al-Naft              |
| 43  | 2021–22  | Al-Naft              |
| 44  | 2022–23  | Al-Naft              |
| 45  | 2023–24  | Al-Difaa Al-Jawi     |
| 46  | 2024–25  | Al-Difaa Al-Jawi     |

### Titoli per Club
| Club              | Titoli | Anni vittorie |
| ----------------- | ------ | --- |
| Al Karkh SC       | 13     | 1980–81, 1981–82, 1982–83, 1984–85, 1990–91, 1991–92, 1996–97, 1999–00, 2000–01, 2001–02, 2004–05, 2007–08, 2015–16 |
| Al-Naft           | 7      | 1992–93, 2016–17, 2017–18, 2018–19, 2020–21, 2021–22, 2022–23                                                       |
| Al-Rasheed        | 5      | 1985–86, 1986–87, 1987–88, 1988–89, 1989–90                                                                         |
| Duhok             | 5      | 2008–09, 2009–10, 2010–11, 2011–12, 2013–14                                                                         |
| Al-Difaa Al-Jawi  | 4      | 1997–98, 1998–99, 2023-24, 2024-25                                                                                  |
| Al-Shorta         | 3      | 1994–95, 1995–96, 2014–15                                                                                           |
| Al-Hilla SC       | 3      | 2002–03, 2003–04, 2006–07                                                                                           |
| Al Jaish Baghdad  | 2      | 1979–80, 1983–84 |
| Al-Kahrabaa       | 2      | 2005–06, 2012–13 |
| Al Quwa Al Jawiya | 1      | 1993–94 |